# Giovanni Battista Collepietra
Giovanni Battista Collepietra (Toscana, 1530 – Messina, 1604) è stato un architetto e ingegnere italiano.

## Biografia

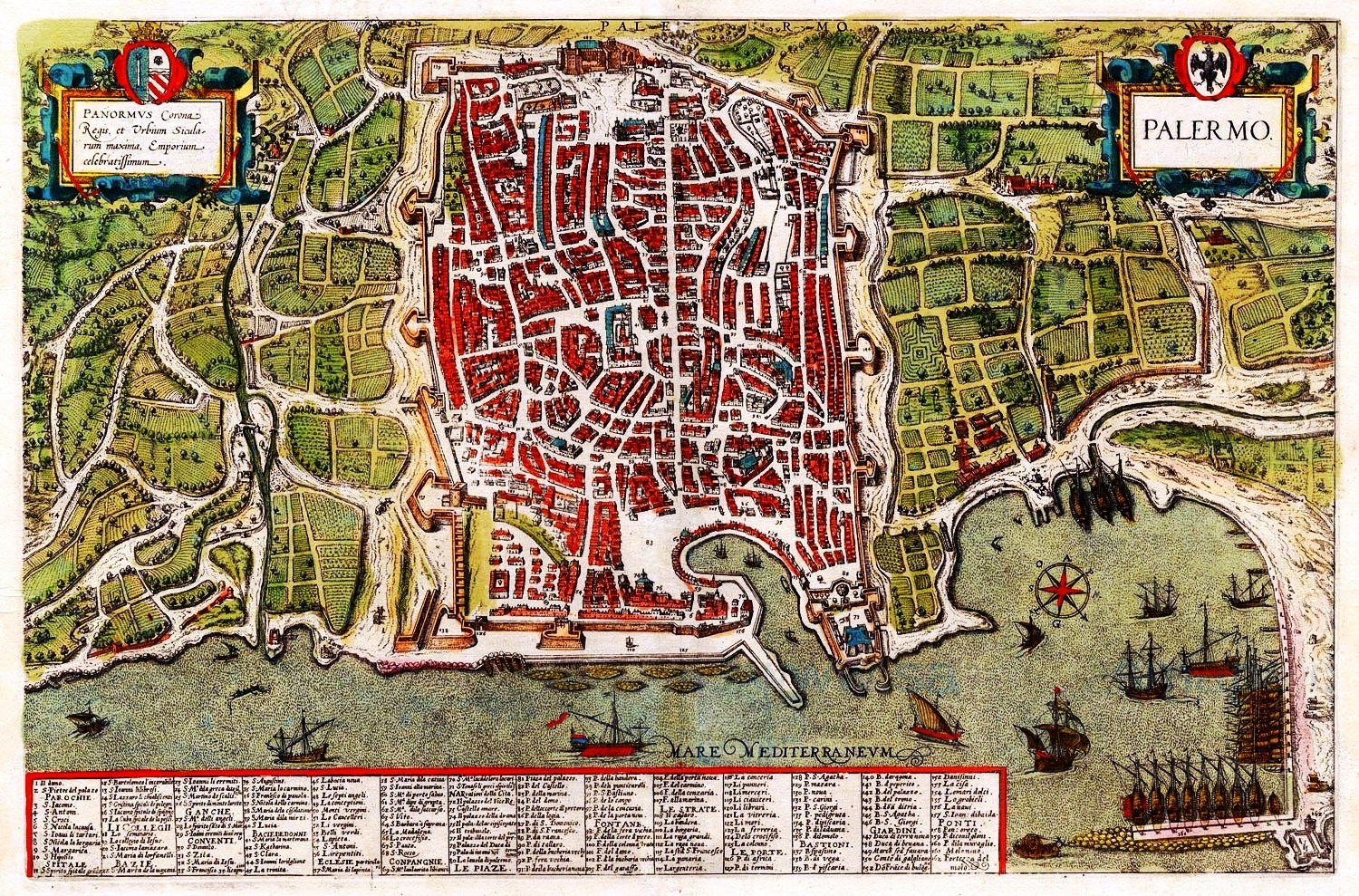
Il porto di Palermo con il Molo Nuovo

Non sono conosciute le circostanze della sua formazione e mancanti sono anche notizie biografiche certe. Nacque in Toscana forse intorno all'anno 1530.
La sua attività è documentata soltanto per il periodo trascorso a Palermo tra il 1562 e il 1600; nei documenti il suo nome è trascritto anche come: "Collipietra", "Collipetra", "Collipetro".
Fu infatti nominato, intorno al 1560, "architetto regio", incarico in genere relativo a competenze e incarichi relativi all'ingegneria militare. Nel 1562 dai documenti risulta anche "architetto del Senato" e nel 1567 "ingegnere della Deputazione del Nuovo Molo".
Sembra che per un periodo abbia avuto modo di viaggiare nel Mediterraneo, "con molto andar attorno, e vedere una gran parte non pur dell’Europa, ma dell’Asia e dell’Africa".
Nel settembre 1583 subentrò a Giovanni Antonio Salamone come "ingegnere del Regno", quindi responsabile dei maggiori cantieri vicereali compreso quello del palazzo reale di Palermo e quello dei i lavori di "abbellimento" del Palazzo Pretorio (decorazione dell'atrio e dell'aula magna o "sala delle Lapidi").
Gli è stata attribuita la paternità di una considerevole mole di opere, non sempre condivisa dalla storiografia. La più intensa attività si colloca comunque tra il 1578 e il 1600, e in particolare  durante il viceregno di Marc'Antonio Colonna, l'eroe di Lepanto.
Si occupò anche degli allestimenti effimeri richiesti dal Senato. Nel 1592 realizzò il colossale arco trionfale effimero eretto per l'ingresso del viceré Olivares e nel 1593 fu il maggiore regista dei grandiosi festeggiamenti per l'arrivo a Palermo delle reliquie della patrona Santa Ninfa.
In campo urbanistico delineò una strada rettilinea tra la cattedrale e il Noviziato dei gesuiti (attuali via Bonello e via del Noviziato) e probabilmente ebbe un ruolo nella progettazione e nel tracciamento di via Maqueda.
Dopo il 1600, probabilmente per l'età, la sua presenza sui cantieri di Palermo rapidamente diminuì; per alcuni incarichi si spostò a Messina dove morì nel 1604.

## Opere
- Monumento celebrativo di don García de Toledo a Palermo, con Vincenzo Guercio.
- Molo Nuovo del porto di Palermo, completato da Mariano Smiriglio solo decenni dopo.
- Palazzo  della Dogana, poi Vicaria (dal 1578, successivamente ampliato e più volte trasformato fino al XIX secolo).
- Porta Nuova, realizzata tra il 1583 e il 1584 come monumentale  "memoria" dell'ingresso trionfale di Carlo V nel 1535, dopo la vittoria di Tunisi. Fu ricostruita decenni dopo, con qualche modifica,  a causa dei danni dovuti a un'esplosione. Il suo progetto per Porta Felice non fu invece realizzato.
- Chiesa di Santa Eulalia dei
Catalani a Palermo progettata nel 1585 e di cui fu realizzato un modello ligneo a cui i realizzatori dovevano attenersi.[5] La chiesa fu poi realizzata decenni dopo probabilmente modificando il progetto.
- Palazzo del Monte di pietà (successivamente trasformato).
- Fontana dei Quattro Venti fuori porta S. Giorgio (1589, demolita nel 1786).